# 閻亨
阎亨（?—?），西晋巴西郡安汉县（今四川省南充市）人。阎缵之子。
阎亨任辽西郡太守。因幽州刺史王浚用自己的人为太守，阎亨不得至辽西为官。于是依附青州刺史苟晞。苟晞刑政苛虐，民不堪命，阎亨数次向苟晞劝谏。苟晞不听，反将他杀害。